# Las Aventuras del Tío Scrooge
Las Aventuras del Tío Scrooge es una serie de cómics de Disney de 1987-1997 publicada por Gladstone Publishing bajo licencia de la Compañía Walt Disney. Presenta las aventuras de Scrooge McDuck y sus sobrinos Donald, Huey, Dewey y Louie. Se distinguía de la serie principal de Uncle Scrooge por su enfoque en historias más largas y completas, a menudo en el estilo de la aventura pulp. 
La primera serie se publicó en 21 números entre 1987 y 1990, cuando cesó la licencia de la Editorial Gladstone con la Compañía Walt Disney. Disney Comics decidió no continuar la serie desde 1990 hasta 1993. Cuando Gladstone renovó su licencia en 1993, reanudó la serie, retomando con el número 22. La serie continuó hasta 1997, cuando fue víctima de la "implosión de Gladstone" y dejó de publicarse a partir del número 54. Posteriormente, la serie no fue revivida ni por Gemstone Publishing (que tuvo la licencia de Disney Comics de 2003 a 2008) ni por Boom! Studios (que la tuvo de 2009 a 2011). 
La historia Horsing Around with History en el número 33 de la segunda serie ganó el premio de la Guía del Comprador de Cómics para la historia favorita de cómic de 1996. 

## Título original
La serie iba a lanzarse en 1987 como un enlace a la próxima serie de televisión Patoaventuras. El objetivo era centrarse en las obras de Carl Barks y otros creadores de cómics de Disney que inspiraron la serie. Sin embargo, poco antes de la publicación del primer número, Gladstone Publishing y Walt Disney Company decidieron eliminar el nombre de Patoaventuras y cambiar el título de la serie a Las Aventuras del Tío Scrooge, en el mismo formato que su título hermano, Aventuras del Pato Donald. 
Sin embargo, debido a ser un cambio de "última hora", los artículos promocionales que usan el título Patoaventuras no pudieron ser cambiados, incluso en el primer número de Las Aventuras del Tío Scrooge. Gladstone finalmente publicaría una serie de Patoaventuras de trece números desde 1988 hasta 1990, con una mezcla de historias clásicas del "Tío Scrooge" y de las nuevos emisiones de televisión.

## Censura
El Templo del Tesoro de Khaos, presentado en el número 35, fue censurado en los Estados Unidos debido a varias representaciones de desnudos (el Tío Scrooge utilizó las sudaderas de Huey y Dewey como antorchas en una pirámide egipcia y también utiliza su propio abrigo como antorcha), sustituyéndolas por camisetas, aunque la desnudez no está censurada en la mayoría de los demás países. 

## Lista de temas

### Serie 1 (1987–1990)
- 1. McDuck of Arabia (Carl Barks)
- 2. Trail of the Polka Dot Parrot (Branca)
- 3. Bongo on the Congo (Barks)
- 4. The Golden River (Barks)
- 5. The Last Sled to Dawson (Rosa)
- 6. The Oddball Odyessey (Barks)
- 7. The 12th Caesarius (Branca)
- 8. So Far and No Safari (Barks)
- 9. Ill Met by Moonlight (Branca)
- 10. The Land of the Pygmy Indians (Barks)
- 11. Crown of the Mayas (Barks)
- 12. The Log of the Nancy Bell (Gutenberghus)
- 13. The Twenty Four Carat Moon (Barks)
- 14. His Majesty McDuck (Rosa)
- 15. The Micro Ducks from Outer Space (Barks)
- 16. The Billion Dollar Safari (Barks)
- 17. Lost Beneath the Sea (Barks)
- 18. That's No Fable (Barks)
- 19. A Stitch in Time (Branca)
- 20. The Paul Bunyan Machine (Barks)
- 21. The Mystery of the Ghosttown Railroad (Barks)

### Serie 2 (1993–1997)
- 22. The Prize of Pizarro (Barks)
- 23. Uncle Scrooge Meets The Phantom Blot (Murry)
- 24. The Little Gronins (Vicar)
- 25. The Money Well (Barks)
- 26. Back to the Klondike (Barks)
- 27. Guardians of the Lost Library (Rosa)
- 28. Land Beneath the Ground (Barks) and The Man from Oola Oola Part 1 (Scarpa)
- 29. The Man from Oola Oola Part 2 (Scarpa)
- 30. The Golden Fleecing and The Lentils from Babylon Part 1 (Barks - Scarpa)
- 31. The Lentils from Babylon Part 2 (Scarpa)
- 32. The Lentils from Babylon Part 3  (Scarpa)
- 33. Horsing Around with History and Only a Poor Old Man (Van Horn/Barks - Barks)
- 34. The Money Counting Machine and Beagle Bug-off (Branca - Lockman)
- 35. The Treasure Temple of Khaos (Verhagen)
- 36. The Diamond of Duncan McDuck (Verhagen)
- 37. The Colossus of the Nile Part 1 (Scarpa)
- 38. The Colossus of the Nile Part 2 (Scarpa)
- 39. Tralla La (Barks)
- 40. The Rarest Dog in the World and The Hi-Tech, Low-Down Blues (Vicar - Branca)
- 41. The Starkos Statue (Vicar)
- 42. The Treasure of Marco Polo (Barks)
- 43. The Queen of the Wild Dog Pack (Barks)
- 44. Two in One and The Sheepish Rancher (Branca - Vicar)
- 45. The Secret of the Duckburg Triangle (Diaz)
- 46. The Tides Turn (Branca)
- 47. The Menehune Mystery <AKA Hawaiian Hideaway> (Barks)
- 48. The Great Steamboat Race and Riches, Riches, Everywhere! (Barks)
- 49. The Diary of Sideburns Smew (Santanach)
- 50. The Secret of Atlantis <AKA The Sunken City> (Barks)
- 51. The Treasure of the Ten Avatars (Rosa)
- 52. The Black Diamond and Taking A Gander (Colomer - Branca)
- 53. The Secret of the Incas Part 1 (Cavazzano)
- 54. The Secret of the Incas Part 2 (Cavazzano)